# 平冈镇
平冈镇，是中华人民共和国广东省阳江市江城区下辖的一个乡镇级行政单位。

## 行政区划
平冈镇下辖以下地区：
平冈圩社区、北宿村、村头村、河东西村、平东村、旦祥村、良朝村、周村、麻梨村、元头村、黄村、大魁村、松中村、廉村、石柱村、沙头垄村、东一村、百禄村、五羊村、石庙村、洋边村、东二村和那棉村。